# Salamandrina perspicillata
Salamandrina perspicillata – gatunek płaza ogoniastego z rodziny salamandrowatych (Salamandridae).

## Systematyka
Dawniej takson ten był synonimizowany z Salamandrina terdigitata, jednak w pierwszej dekadzie XXI wieku w oparciu o badania genetyczne uznano je za osobne gatunki. Ponadto różnią się one od siebie rozmiarem (S. perspicillata są większe) i ubarwieniem grzbietu, jednak są to różnice tak niewielkie, że jedynym pewnym sposobem rozróżnienia tych gatunków są badania genetyczne.

## Morfologia
Mierzy około 35 mm od czubka pyska do kloaki, natomiast długość całkowita (z ogonem) wynosi około 85 mm. Samice są większe od samców. Jej ciało jest dosłownie spłaszczone, ma wyraźnie widoczne żebra. Ma po cztery palce w obu przednich i tylnych nogach. Ubarwienie jest zwykle ciemnobrązowe lub szaro-czarniawe na grzbietowej stronie ciała i ogona. Ogon od strony grzbietowej jest również częściowo czerwonawy. Spodnia strona ogona i stóp, a często także dystalna część brzucha, są jasnoczerwone.

## Zasięg występowania
Apeniny oraz obszary górzyste północno-zachodnich i środkowych Włoch. Na południu jej zasięg dochodzi do Kampanii.